# گالوادوکومبورا
گالوادوکومبورا (به لاتین: Galwadukumbura) یک منطقهٔ مسکونی در سری‌لانکا است که در استان مرکزی (سری‌لانکا) واقع شده‌است.